# Playback
El playback (més conegut en idioma anglès com lip sync, "sincronia de llavis") és una simulació que normalment es dona en la televisió, en la qual s'escenifica un concert de música en directe, però en realitat el so és un enregistrament i els músics només estan interpretant un paper: "tocar la guitarra", "moure la boca", etc.
La raó més habitual d'aquest truc és que el recinte on s'actua no té les condicions de so o instruments musicals per a poder interpretar la música en viu. Això és gairebé general en espectacles televisius amb múltiples cantants, on els suposats músics són figurants llocs pel programa per a abrigallar al cantant i que simulen tocar els instruments.
En altres casos, el cantant o grup musical no està preparat per a interpretar la música en viu, bé perquè es tracta d'un repertori nou encara per dominar (que comunament es presenta en shows promocionals) o bé (en casos ja greus) perquè el cantant realment no és qui grava els discos, i és emprat com imatge.

## Playbackper a posada en escena
A l'històric programa de televisions estatunidenques American Bandstand i la majoria dels espectacles de varietats dels anys 60, les veus i els instrumentals estaven tots (amb algunes excepcions notables a American Bandstand) sincronitzats amb música pregravada. Des de la creació de MTV a la dècada de 1980, molts artistes s'han centrat en els efectes visuals, en lloc de cantar, per als seus espectacles en directe. Els artistes sovint sincronitzen els llavis durant els extenuants números de ball tant en actuacions en directe com en gravades.
Deixant a banda els espectacles en televisió, que usualment són tots en playback (tret que s'indiqui el contrari), l'ús de música pregravada sol donar-se en concerts de música tecno elaborada amb elements informàtics, com els de Jean-Michel Jarre, encara que en molts casos no es tracta d'un playback pur, sinó que es combinen pistes o efectes sonors pregravats amb uns altres que s'interpreten en viu.
Un altre cas és el de certes cançons concretes que, per qüestions de coreografia, són difícils d'interpretar en viu. Aquest cas es donava en algunes giras de Britney Spears i Madonna, on al costat d'una majoria de show amb veu real, s'intercalen veus prèviament gravades. Aquest truc pot passar desapercebut, perquè els músics sí que toquen en viu i el so es combina amb la veu pregravada. En el cas de Madonna, les crítiques que va rebre durant la seva gira Blond Ambition Tour li van dur a retirar el truc.
En el cas del cinema musical, excepte contades ocasions, els actors no canten en viu al rodar les seves escenes, sinó que graven prèviament les cançons i després fan playback al filmar. Això és inevitable en les adaptacions de musicals on les cançons suposen gairebé el 100% dels diàlegs i resulta impossible combinar cançó i actuació dramàtica en un rodatge, més si és en exteriors. El playback s'usa legítimament, per això, tant en pel·lícules amb música moderna com en adaptacions d'òperes. Així es va fer, per exemple, en els rodatges del musical Evita i de Carmen amb Plácido Domingo.

## Grups ficticis
Als anys 1980 i 1990, l'ús habitual de playback i el creixent protagonisme del vídeo musical van donar peu a una controvertida fórmula: gravar música amb instrumentistes i vocalistes d'estudi, desconeguts per al públic, i donar-la a conèixer mitjançant models i ballarins d'imatge atractiva. Aquests figurants conformaven grups musicals estables, que actuaven a la televisió i en gires promocionals com un grup convencional, amb la diferència que mai podien interpretar en viu.
El cas més famós de playback enganyós és el de Milli Vanilli. El productor discogràfic Frank Farian, antic creador de Boney M, volia formar un duo musical i per a això primer va escollir els membres per la seva bona aparença (dos ballarins de Sabrina Salerno) i va gravar les cançons amb coristes d'estudi, amb bones veus però que eren poc atractius a l'efecte de màrqueting. El truc es va perllongar per cert temps, de tal manera que el duo va rebre importants premis, fins que diverses fallades de so van desvelar el secret.
Un altre cas de grup fictici és C+C Music Factory, grup realment format per dos productors de música de ball, Clivillé i Cols, que cedien el seu protagonisme en les actuacions a diverses models i rapers.
A Europa, el grup Black Box va aconseguir gran èxit amb el protagonisme d'una exuberant mulata de veu enèrgica que cantava música house en anglès, encara que es tractava d'una producció d'origen italià i la dona era un transsexual que no cantava.
Ja a Espanya, un cas molt conegut és el del grup espanyol Loco Mía, qui mai van cantar en els seus discos, ja que no eren cantants de professió: es tractava més d'un grup visual que musical. A l'únic que se li reconeix participar en el disc LocoVox és a Francesc Pícas; els altres membres del grup, al mancar de tècniques de cant, van ser doblats i, al sortir a l'escenari, la seva funció era la de moure els llavis fent creure que cantaven ells, mentre entretenien amb els seus ventalls. La veu que s'escolta en el seu tema més conegut Loco Mía no pertany a cap dels integrants d'aquesta època, sinó a Benjamin Barrington.

## Versions instrumentals
Val la pena aclarir -com comentari addicional al ja dit anteriorment- que alguns cantants i grups musicals publiquen en certes ocasions, d'algunes de les seves cançons (les publicades en l'àlbum oficial), versions instrumentals. És a dir, es tracta de la mateixa cançó que està inclosa en l'àlbum, però sense la veu. Això és tècnicament molt fàcil, ja que gairebé tota la música pop es grava mitjançant diverses pistes de so, i la veu es grava a part, pel que es pot extreure de l'enregistrament sense problemes. Això no era possible en enregistraments antics, com les de Frank Sinatra, qui acostumava a gravar les seves cançons amb l'orquestra, interpretant tots a l'uníson.
Les versions instrumentals se solien incloure en el costat B (o Tracks addicionals) dels discos singles i maxi-singles, bé sigui en vinil o en format de CD. Rarament són incloses en l'àlbum oficial.
Actualment es diu que Miley Cyrus, la protagonista de la sèrie Hannah Montana de Disney Channel, va ser descoberta usant una doble que fa playback.